# 北山亭メンソーレ
北山亭 メンソーレ（ほくざんてい メンソーレ、1982年3月8日 - ）、は沖縄県国頭郡今帰仁村出身の落語家。本名：山城伸伍。立川志の輔門下では立川メンソーレ（たてかわ　メンソーレ）を名乗った。
沖縄県立北山高等学校を経て、琉球大学工学部情報工学科に入学。大学在学中は琉球大学落語研究会に所属。入部当初はコントや漫才などに取り組んでいたが、次第に落語に傾倒。「愚歌等 落生(←落笑←落小)」（ぐうたら らくしょう）を名乗り、数多くのネタにも挑戦する。大学休学中の2004年2月に参加した「第一回全日本学生落語選手権・策伝大賞」で優勝し「策伝大賞｣を受賞する。
同年3月に大学を中退し、4月より立川志の輔に入門。立川志の吉（現：立川晴の輔）、立川志の八、立川志の春に続く4番目の弟子となる。師匠志の輔の沖縄公演には帯同して前座を務めてきたが、2010年2月に落語立川流を脱退して沖縄に帰り、家業の菊栽培を手伝いながら、落語や司会などで活動を開始する。
立川流を脱退する際、志の輔から「メンソーレ」を名乗る許可は得たが「立川」の亭号を使うことは許されず困っていたところ、沖縄で最初に出演した落語会の打ち上げで他の出演者から「北山亭」と命名された。
2012年2月からわが街の小劇場（那覇市）において、月1回「わが街の落語会」と題し公演している。

## 出演

### ラジオ
- 「SPLASH!!!」 ラジオ沖縄  毎週火曜～金曜（レギュラー）
- 「ROK皿回しアワーてるてるソ→レ！」 ラジオ沖縄  毎週土曜（レギュラー）

### ゲーム
- ブレイブダンジョン (ナレーション ）